# Kleine flamingo
De kleine flamingo of dwergflamingo (Phoeniconaias minor) is een vogel uit de familie Phoenicopteridae.

## Kenmerken
Het verenkleed is wit met een roze zweem en is bij beide geslachten gelijk. De vleugelpunten zijn zwart. De lichaamslengte bedraagt 100 cm en het gewicht tot 2 kg.

## Leefwijze
Het voedsel bestaat hoofdzakelijk uit microscopisch kleine blauwwieren, kiezelalgen en het pekelkreeftje die talrijk voorkomen in sodameren in Oost-Afrika. Ze foerageren vooral ’s nachts in rustige, ondiepe wateren.

## Broedgedrag
Sommige kolonies bevatten wel een miljoen broedparen. De baltsrituelen worden vaak door honderden vogels tegelijk, in harmonisch samenspel opgevoerd.

## Verspreiding en leefgebied
Deze soort komt voor in West-, Midden- en zuidelijk Afrika en in in het westen van het Indisch subcontinent. De vogel is aangepast aan veranderingen in zijn leefgebied en verplaatst zich daarom met gemak over grote afstanden, zelfs tussen Afrika en India en Pakistan.

## Status
De wereldpopulatie is in 2006 gekwantificeerd en het geschatte totale aantal ligt tussen de 2,2 en 3,2 miljoen flamingo's. Sommige populaties zijn onderhevig aan betrekkelijk grote aantalsreducties als gevolg van aanleg van dammen, waterverontreiniging, landaanwinning, de introductie van andere soorten pekelkreeftjes en verstoring. Daarom staat deze vogel als gevoelig op de Rode Lijst van de IUCN. De voorgenomen grootschalige winning van soda in het Natronmeer in Tanzania, waar zich een van de grootste broedkolonies bevindt, gaat mogelijk niet door.